# Pseudohexapus
Pseudohexapus is een geslacht van kreeftachtigen uit de klasse van de Malacostraca (hogere kreeftachtigen).

## Soort
- Pseudohexapus platydactylus Monod, 1956